# 25301 Ambrofogar
25301 Ambrofogar este un asteroid din centura principală de asteroizi.

## Descriere
25301 Ambrofogar este un asteroid din centura principală de asteroizi. A fost descoperit pe 7 decembrie 1998 la San Marcello Pistoiese de Maura Tombelli și Andrea Boattini. Asteroidul prezintă o orbită caracterizată de o semiaxă mare de 3,09 ua, o excentricitate de 0,05 și o înclinație de 11,8° în raport cu ecliptica.